# Augur

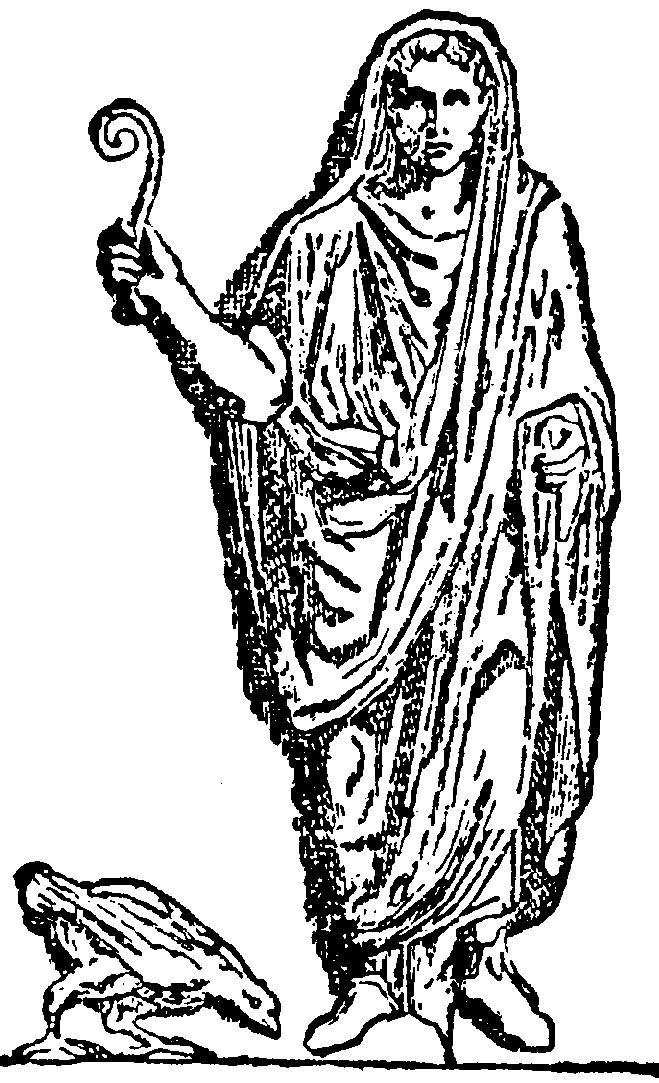
Augur, kezében a lituussal.

Az augur az antik római vallás papi tisztsége volt. Fő feladata a madárjóslás volt. A papi testület megalapítása a kora köztársaság korára tehető. Az augurok hivatalos állami testületben, az augurok collegiumában tömörültek. Ők avatták fel a papi személyeket és az állami és vallási épületeket, helyeket. Könyvben gyűjtötték a fontosabb jóslatokat, valamint a szertartások menetét, lefolyását és az elhangzó imákat, hogy az új jósokat segítsék és az államférfiak, arisztokraták számára betekintést nyújtsanak a tevékenységük alapjaiba. Jellegzetes eszközük a görbe, kacskaringós végű bot (lituus) volt, az általuk viselt tóga - toga trabea színe lila, skarlátvörös sávokkal, lila szegéllyel.

## Története
A madárjóslás már az etruszkok által művelt tevékenység volt, augur ábrázolást találtak a Cerveteri és Tarquinia etruszk nekropoliszaiban. Az ókori görögök is művelték.
A hagyomány szerint Romulus által alapított papi testület. A királyok korában három majd négy patrícius töltötte be a tisztséget. Az új augurokat kezdetben a papi collegium adoptálta. I. e. 300-ban a Lex Ogulnia törvény alapján kilencen lettek, (4 patricius, 5 plebeius). A plebejusok, a köznép így képviselői által jelen lehetett a legfontosabb döntésekben.  I. e. 81-ben Sulla 15-re, majd Julius Caesar 16-ra növelte a testület számát. Politikai befolyásuk oly nagy volt, hogy a legelőkelőbb férfiak törekedtek a tisztségre. I. e. 104-től jelölés után életfogytiglani szolgálatra választották őket.  I. e. 104–81 között gyűlésen választotta meg az a 17 tribus, amelyet sorshúzással választottak ki a 35-ből. Az új pap fölavatását inauguratio-nak nevezték.
II. Constantius római császár 356-ban a kereszténység elveinek megfelelően a madárjóslást mint a többi pogány szertartást főbenjáró bűnnek minősítette, bár ezt akkoriban még nem tudták birodalomszerte betartatni. Iulianus római császár 361-363 közötti rövid uralkodása idején a régi vallásokat ismét a kereszténységgel egyenrangúnak minősítette. Valens római császár egy összeesküvés kapcsán 371-ben a jósokat, asztrológusokat kivégeztette. Nagy Theodosius római császár, a Római Birodalom utolsó egyeduralkodója, 380 február 27-én kiadott vallási rendeletével államvallássá nyilvánította a kereszténységet.

## A jóslás menete
Az augurium vagy auspicium maga a madárjóslat. A jóslások alapja valamely jó vagy rossz isteni előjel (prodigium) bekövetkezése, azaz szokatlan vagy megmagyarázhatatlan környezeti jelenség, melyből az istenek szándékára lehet következtetni egy üggyel kapcsolatban. A lituus, a madárjósok csomótlan, görbe botja a jóslások fontos kelléke volt, mert ezt mutatópálcaként használva nagyobb csoportok is nyomon követhették a jóslás folyamatát. A jóslások felszentelt (inauguratio) helyen zajlottak, ahonnan általában jó kilátás nyílt, és gyakran oltár is található volt.
Egyszerűbb ügyekben a jós a jellegzetes görbe botjával, a lituus-sal megjelölte az égtájak határait, elmondta az égtájak aktuális jelentését majd hangos fohásszal kért egy vagy több istent, hogy adjanak jelet. Ezután figyelték, merről tűnnek fel madarak, vagy valamely égi jel, például dörgés.
Állami ügyekben a magisztrátus fölszólítására az augur először kijelölte a megfigyelés helyét. Ezek olyan magaslaton voltak, ahonnan jó kitekintés volt a tájra. Kiválasztva a helyet É-D, K-Ny irányába 2-2 párhuzamos vonalat húzott, s az így körülírt négyszöget megfelelő imával (effatum) fölszentelte. E tér fölötti rész egészen az égig lett a templum, melynek közepén az augur cölöpökkel, deszka és vászon kerítéssel sátrat vert; a bejárata D-re nézett. Éjfél körül v. pirkadatkor a magisztrátus kíséretében fölment a jóslás helyére, a derült ég és a szélcsend alapfeltétele volt tevékenységének.
A sátor előtt ült le az augur, fejét befedte, elmondta a jelkérő formulát és várni kezdett. Mivel az augur arccal D felé fordult, Nyugat, a sötétség égtája a jobb, míg kelet a világosság égtája, a bal keze felől esett, ezért a rómaiak a balról jövő jeleket kedvezőnek, a jobbról jövőket kedvezőtlennek tartották.
Hadviseléskor, ütközet előtt abból jósoltak, hogy a ketrecbe zárt tyúkok hogyan esznek. Ha gyorsan kiszaladtak ketrecükből, és oly mohón ettek, hogy egy-egy szem kiesett a csőrükből, azt jó ómennek, jó előjelnek vették.
Az "isteni" jeleknek két fajtája volt. Az impetrativa (kért) melyek egy jóslás tartama alatt voltak láthatóak. Az oblativa (adott) jelek, melyek egy adott pillanatban váratlanul történtek, például egy adott ügy vitája során. Például az Ex Caelo (az égből) érkező váratlan események adott jelek lehettek. Ám hogy ezek valóban pl. Jupiter jelzései voltak-e, azt madárjós hiányában a magisztrátus döntötte el.

## A jelek értelmezése

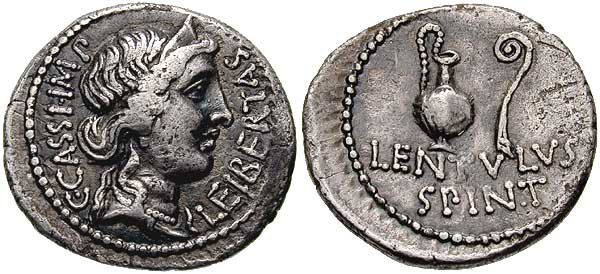
I.e. 42-ből származó dénár, a hátoldalán a kancsó mellett a madárjósok botja, a lituus

Az augurok a madarak és más jelek megfigyelésével nem a jövőt keresték, hanem egy aktuális tervükre vonatkozóan keresték az istenek megerősítését. Az augur vagyis madárjós jósolt rendkívüli égi jelekből (napfogyatkozás, csillaghullás, szivárvány stb.). A madarakat két osztályba sorozták: olyanokra, amelyek hangjukkal adtak jelt, mint például a holló, bagoly, varjú, harkály, kakas és olyanokra, amelyeknek repülése és száma volt a jóslás alapja, mint a sas, ölyv, galamb, gém.
5 jelből olvasták ki az isteni szándékot:
1. Signa ex avibus. Ez volt a tulajdonképpeni auspicium. Egy madár puszta feltűnése, megjelenése isteni szándékot nyilvánított ki, mely az egyén tettének jogosságát igazolta vagy elítélte.
2. Signa ex caelo: Az égen feltűnő meteorológiai jelek, mint a villám vagy mennydörgés, melyek értékelése a helyüktől függött. A dörgés vagy villámlás általában rossz ómen volt, a népgyűléseket ekkor elhalasztották.
3. Signa ex tripudiis. A szent csirkék evése során ellesett jelek. Különösen háborúk esetén alkalmazták. Jó jelnek számított, ha gyorsan szaladtak ki a ketrecből és mohón kapkodták a szemeket, rossznak, ha csak lassan tették ezt, v. ki sem jöttek a ketrecből.
4. Signa pedestria. A kígyók csúszásából vagy a négylábú állatok futásából, dobogásából ellesett jelek.
5. Signa ex diris. A véletlen, szokatlan, a jóslást megzavaró jelek, pl: tüsszentés, tárgy leejtése, nyavalyatörős ember hirtelen összeroskadása. Ezek mindegyike intő jelnek számított.

Az augur az előírt tárgyak, jelek – főleg a madarak röpte, viselkedése – alapján állapította meg, hogy vajon a tervezett vállalkozást helyeslik-e az istenek vagy sem, akár háborúról, új törvényről, vagy bármilyen más államügyről, beleértve a választásokat is volt szó. 
A madárjós dolga csak az Isteni jel megfigyelése és közlése volt, az értelmezés és a kérdéses döntés meghozatala a magisztrátus feladata volt. A kedvező auspiciumnak nunciatio, a kedvezőtlennek obnunciatio volt a neve, a magisztrátusnak mindkettőhöz igazodnia illett.